# Tröglitz
Tröglitz ist Sitz und größte Ortschaft der Gemeinde Elsteraue im Burgenlandkreis in Sachsen-Anhalt.

## Geografie
Tröglitz liegt in einem Seitental der Weißen Elster. Zeitz ist rund vier Kilometer westlich, Altenburg zirka 23 Kilometer südöstlich und Leipzig etwa 43 Kilometer nordöstlich entfernt. Durch den Ort fließt die Schwennigke. Das Gelände ist kupiert. Zu Tröglitz gehören die Ortsteile Burtschütz und Techwitz sowie Gleina mit Kadischen und Stocksdorf. Zudem wird seit Gründung der Gemeinde Elsteraue das ursprüngliche Tröglitz als Ortsteil Alt-Tröglitz bezeichnet.

## Geschichte

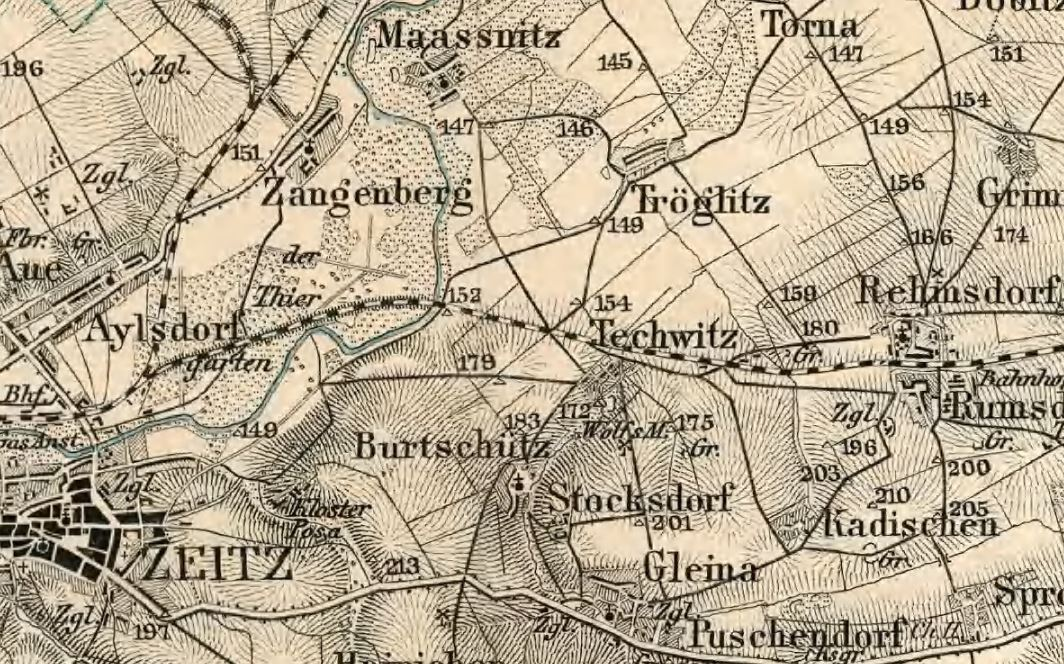
Ortslage von Tröglitz bei Zeitz um 1893

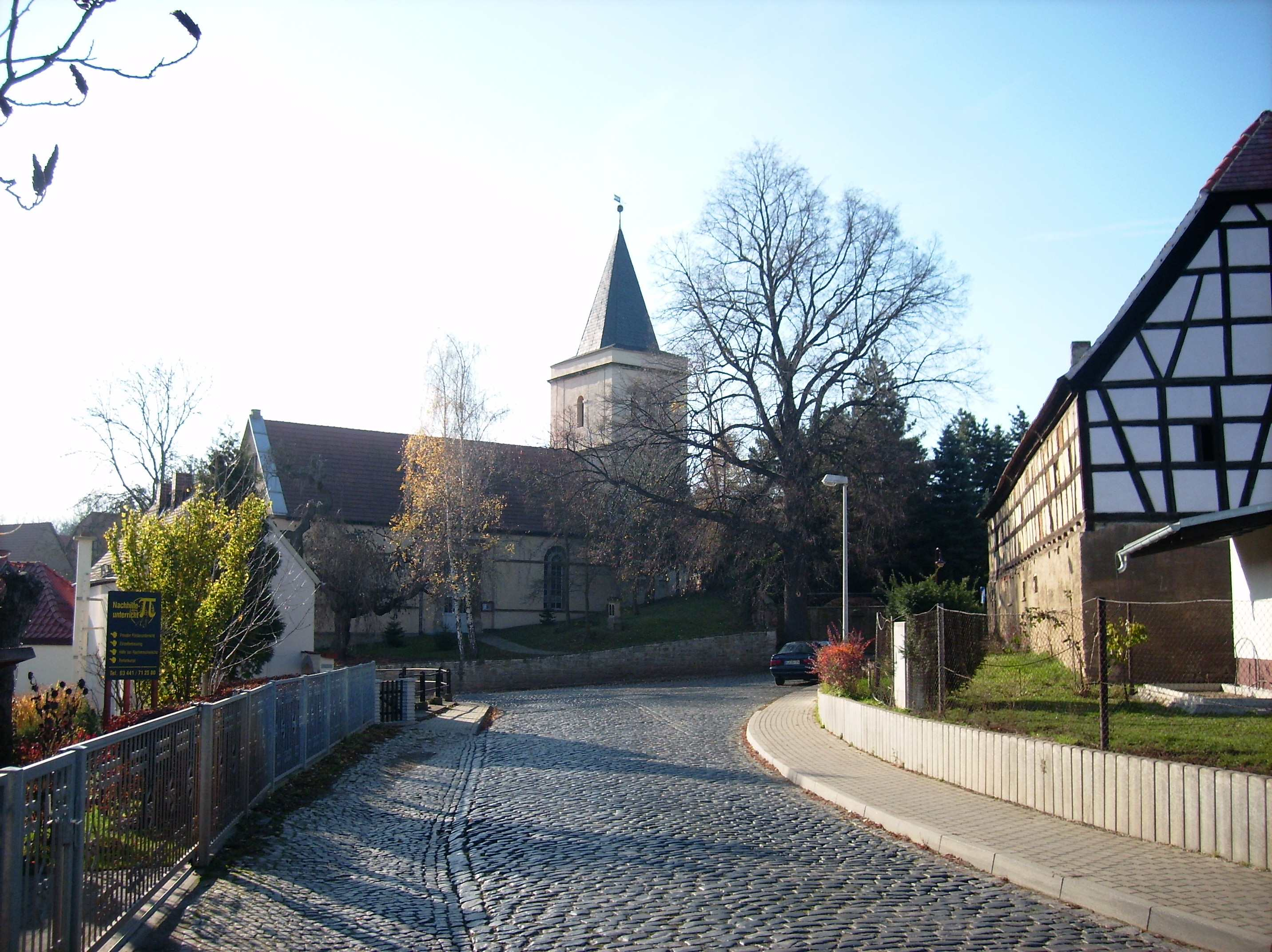
Evangelische Kirche im Ortsteil Burtschütz (2008)

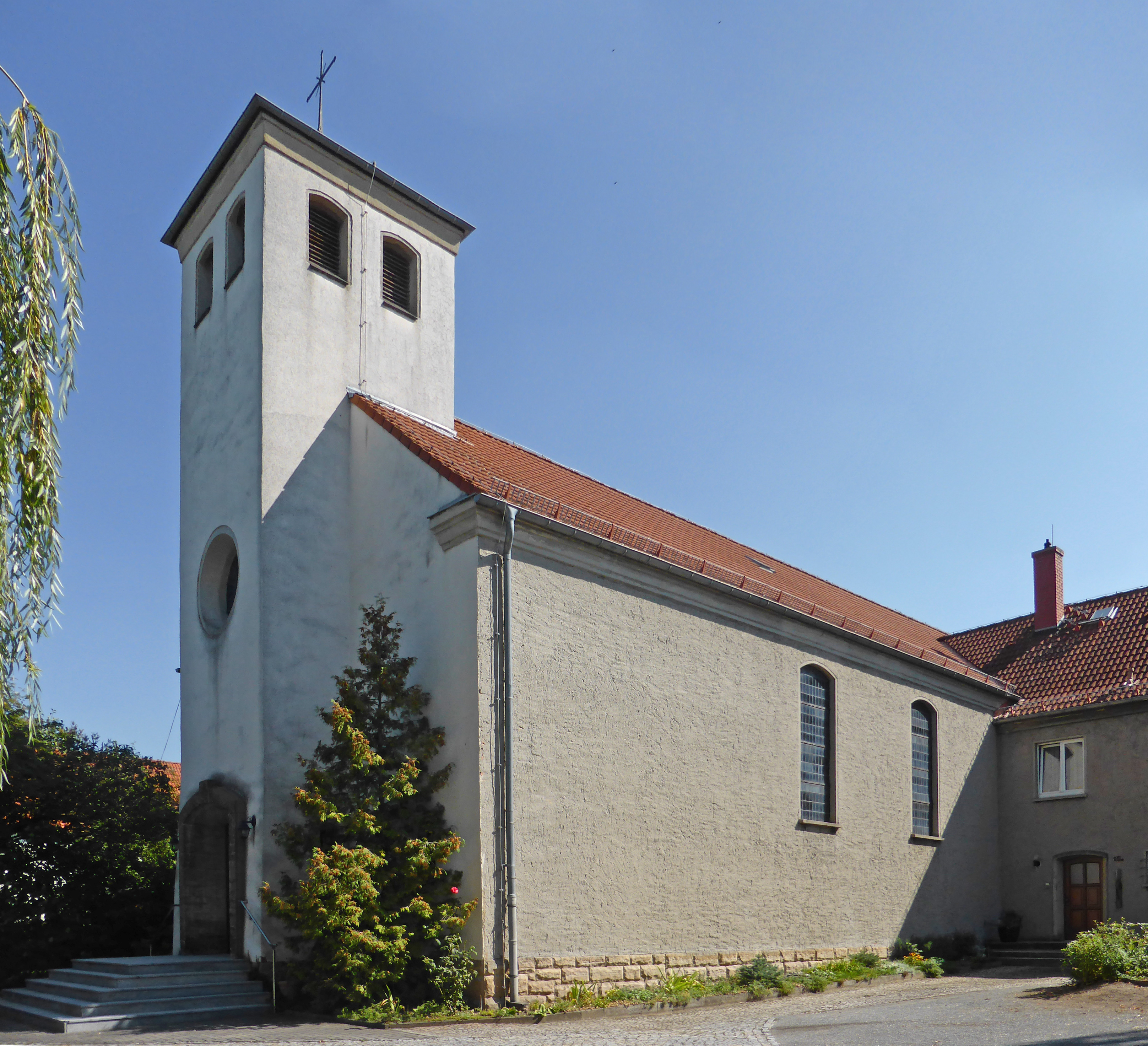
Katholische Kirche Heilig Geist in Tröglitz (2023)

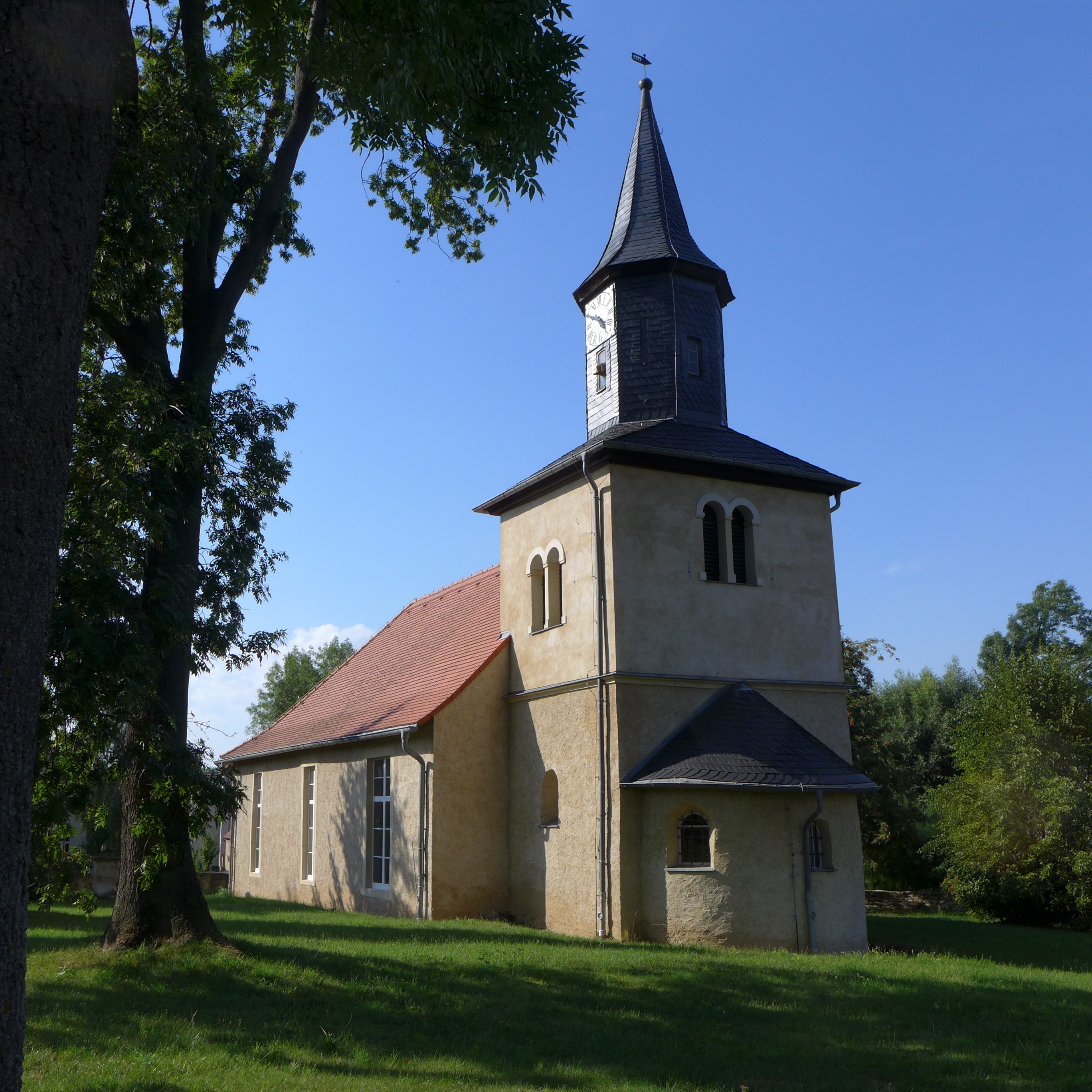
Evangelische Kirche im Ortsteil Gleina (2022)

Die erste urkundliche Erwähnung von Tröglitz (in alten Schriften auch Droglicz, Drogeliz, Drogelitz, Dröglitz) erfolgte am 19. April 1157 in einem Schriftstück von Bischof Berthold von Naumburg, in welchem er dem Kloster Posa den Besitz von zwei Wiesen in Dröglitz bestätigte. Obwohl Zeitz nicht mehr Sitz des Bistums Naumburg-Zeitz war, scheint Berthold II. oft in Zeitz und Umgebung gewesen zu sein: Die Wiesen in Tröglitz dienten bei den Besuchen als Koppel für die bischöflichen Pferde.
In der Frühen Neuzeit vermachte das Hochstift Naumburg zu Zeitz den Ort Tröglitz als Erbgut der Adelsfamilie von Etzdorff. Durch das Testament des Kurfürsten Johann Georg I. vom 20. Juli 1652 kam Tröglitz zur Sekundogenitur Sachsen-Zeitz, die 1718 an das Kurfürstentum Sachsen zurückfiel. In Folge der Beschlüsse auf dem Wiener Kongress wurde die Gemeinde im Jahr 1818 in den neu gebildeten Landkreis Zeitz im Regierungsbezirk Merseburg der nunmehr preußischen Provinz Sachsen eingegliedert. Im Jahr 1823 lebten in Tröglitz 127 Menschen. Eingepfarrt war die Gemeinde im Kirchspiel Maßnitz.
Der Zensus vom 1. Dezember 1871 verzeichnete 158 Einwohner und 22 Wohngebäude. Beschäftigt waren die Tröglitzer nahezu ausschließlich auf dem Gutshof, der spätestens ab Mitte des 19. Jahrhunderts der Familie Braune gehörte. An Gewerbebetrieben existierten 1895 neben dem Erbguthof lediglich eine Schmiede, eine Stellmacherei und ein Gasthof. Daran änderte sich bis zur Mitte der 1930er-Jahre wenig; 1933 verzeichnete die Statistik 134 Einwohner.
Am 1. Mai 1937 begann die Braunkohle-Benzin AG (Brabag) mit der Errichtung des Hydrierwerks Zeitz. Das Baugelände lag am rechten Ufer der Weißen Elster zwischen den Gemeinden Rehmsdorf, Tröglitz und Techwitz. Den größten Teil des notwendigen Areals erwarb die Brabag von dem Tröglitzer Erbhofbauern Braune. Zu den aufgekauften Ländereien zählte ferner das dazugehörige große Bauerngehöft direkt im Dorf Tröglitz. Diesen Gebäudekomplex nutzte während der Aufbauphase die Bau- und Montageleitung als Zentrale und Unterkunft. Im Anschluss wurde es als Feierabendhaus sowie vielseitige Sport- und Erholungsstätte umgebaut. Nach 1945 diente es bis 1990 als Gutshof des Hydrierwerks zur Versorgung der Kantine mit Fleisch, Gemüse und Kartoffeln.
Den offiziellen Betrieb nahm das Hydrierwerk Zeitz am 2. Januar 1939 auf. Zeitgleich mit der Errichtung des Werks entstanden mehrere Belegschaftssiedlungen. Im Wesentlichen orientierte sich die Gestaltung der Wohnbebauung an der Gartenstadtkonzeption der 1930er-Jahre und kann als großzügig bezeichnet werden. Das gilt sowohl für die Zuschnitte der Wohnungen selbst als auch für die Grundstücksgrößen und die Infrastruktur insgesamt. Architekt der Siedlungen war Gustav Allinger, der auch die Verwaltungsgebäude für das Werk sowie weiträumige Park- und Sportanlagen entwarf.
Zwischen 1937 und 1940 entstanden vier Neubausiedlungen komplett am Reißbrett: zwei in Rehmsdorf mit 71 Einfamilienhäusern, eine in Burtschütz mit 140 Siedlungshäusern und 112 Volkswohnungen sowie eine in Techwitz mit 458 Wohnungen in überwiegend zweigeschossigen Mehrfamilienhäusern. Fast alle Wohnungen hatten vier bis fünf Zimmer und verfügten größtenteils bereits über Bäder und Warmwasserheizung. Die Neubauten in Burtschütz und Techwitz schlossen die vormalige rund 1400 m große Lücke zwischen diesen beiden Orten. Hier entstand unter anderem als neuer weiträumiger Mittelpunkt der heutige Friedensplatz mit Ladenstraße, Ärztehäusern, Mütterberatungsstelle, Schule, Sparkasse, Schule etc., der sich im Laufe der Jahre zum Tröglitzer Marktplatz entwickelte.
Ein Novum in der Region war der 1939/40 fertiggestellte 3,60 m breite und vollständig geteerte Zweirichtungsradweg zwischen Tröglitz und Zeitz, heute ein Teil des Elster-Radwegs. Am 29. März 1943 folgte die Eingliederung von Burtschütz und Techwitz in die Gemeinde Tröglitz. Es handelte sich dabei um keine Neubildung einer Gemeinde, sondern um die Auflösung der ehemaligen Gemeinden Burtschütz und Techwitz bei gleichzeitiger Eingliederung in die bestehende (aufnehmende) Gemeinde Tröglitz. Der vormalige Bahnhof Techwitz, erweitert um einen zusätzlichen Werksbahnhof für die Brabag mit mehreren Gleisanlagen, wurde zum 1. Juli 1943 in Bahnhof Tröglitz umbenannt. Im ursprünglichen Tröglitz entstanden ebenfalls zahlreiche Neubauten. Dazu zählten neben Siedlungshäusern insbesondere eine Kindertagesstätte, sämtliche Verwaltungsgebäude der Brabag, das Haupttor des Hydrierwerks und ein Busbahnhof.
Mit Beginn der Alliierten Luftoffensive auf die deutsche Treibstoffindustrie begann auch am 12. Mai 1944 die strategische Bombardierung des Hydrierwerks in Tröglitz. Zum Schutz der Beschäftigten im Werk sowie der Bewohner in den Siedlungen entstanden bis Ende 1944 neben mehreren Einmannbunkern acht Salzgitter-Bunker, davon sieben in der Nachkriegszeit abgerissene in Tröglitz und ein heute noch vorhandener in Rehmsdorf. Darüber hinaus befanden sich in einer Techwitzer Sandgrube tiefe Stollenbunker, deren Eingänge nach 1945 verschüttet worden sind. Ab Ende Mai 1944 verstärkte ein massiv erweiterter Flakgürtel das Brabag-Werk. 14 Flak-Batterien mit 100 leichten, mittleren und schweren Flugabwehrgeschützen sowie zwei Eisenbahngeschütze lagen in einem Umkreis von 15 Kilometern um Tröglitz. Dazu gehörten auch Scheinwerfer-Batterien, Horchgeräte und ein dichtes Nebelwerfernetz.
Trotz dieser Schutzmaßnahmen verursachten die Luftangriffe auf das Hydrierwerk auch in den Tröglitzer Wohngebieten und in den umliegenden Dörfern große Schäden mit vielen Toten. Wie alle Betreiber zerstörter Benzinwerke erhielt die Brabag für Aufräumarbeiten und die U-Verlagerung KZ-Häftlinge zugewiesen. Für die Unterbringung betrieb die SS ab dem 5. Juni 1944 zunächst in einem Gasthof und Kuhstall in Gleina, ab September 1944 in einem Zeltlager direkt am Hydrierwerk vor dem Nebeneingangstor in Tröglitz an der Rehmsdorfer Straße und ab Januar 1945 in einem Barackenlager in Rehmsdorf bis zum 9. April 1945 das KZ-Außenlager Wille. Nach Ende des Zweiten Weltkrieges nutzten Vertriebene die Baracken. Heute zeugen Gedenksteine in Gleina, Tröglitz und Rehmsdorf sowie ein Ausstellungs- und Dokumentationszentrum von dem damaligen Geschehen.
Ab Juni 1945 erhielt Tröglitz rund 4000 Flüchtlinge, Vertriebene und Umsiedler zugewiesen. Unter ihnen stellten sudetendeutsche Katholiken, aber auch Kommunisten und Sozialdemokraten eine deutliche Mehrheit dar. So stieg die Zahl der Katholiken in Tröglitz und den umliegenden Orten von 350 im Jahr 1941 auf 4500 im Jahr 1947. Viele von ihnen waren zuvor im sudetenländischen Bergbau oder bei den Hydrierwerken in Maltheuern beschäftigt. Auch die Ansiedlung der sudetendeutschen Kommunisten und Sozialdemokraten geschah nicht zufällig. Sie sollten bei der Machtübernahme in wichtigen Industrieregionen der SBZ helfen. Bis März 1946 stieg im Tröglitzer Brabag-Werk die Mitgliederanzahl allein der KPD auf 1200.
Bei der „Aussiedlung der Antifaschisten“ – so die offizielle Bezeichnung des Transfers der sudetendeutschen Kommunisten und Sozialdemokraten in die SBZ – kam es in Tröglitz zu einem schweren Eisenbahnunfall. Zu dieser Zeit ließ die SMAD das zweite Gleis der Bahnstrecke Zeitz–Altenburg als Reparation demontieren. In den frühen Morgenstunden des 1. November 1946 überfuhr im Bahnhof Tröglitz ein mit 255 Personen besetzter Zug in voller Fahrt den Prellbock eines Stumpfgleises und entgleiste. Die beiden ersten Waggons wurden völlig zerquetscht. 30 Menschen starben, auch Kinder waren unter den Opfern. Es war der letzte sogenannte Antifaschistentransport aus der Tschechoslowakei.
Im Zuge der Kreisreformen in der DDR folgte am 20. Juli 1950 per Gesetz die Eingliederung der vormals eigenständigen Gemeinde Gleina in Tröglitz. Von 1949 bis 1951 entstand in Alt-Tröglitz das „Klubhaus Marx-Engels“, ein Veranstaltungsgebäude im Stil des Sozialistischen Klassizismus mit einem Saal für über 1000 Besucher, heute „Hyzet-Kultur- und Kongresszentrum“ genannt. Der hohe Zuzug von sudetendeutschen Katholiken führte im April 1951 zur Gründung der Filialkirchengemeinde Heilig Geist in Tröglitz und zum Bau einer eigenen Kirche, deren bischöfliche Weihe am 8. März 1953 stattfand. Im selben Zeitraum entstand in unmittelbarer Nähe zu der Kirche ein Jugendheim der FDJ. Am Friedensplatz wurde von 1950 bis 1953 eine neue Schule gebaut, die heute allen Mädchen und Jungen der einzelnen Orte der Gemeinde Elsteraue als Grundschule dient.
Eine weitere Neugestaltung erfuhr der Friedensplatz in den Jahren 1965/66 durch die Errichtung einer Sternwarte. Mit den zur Verfügung stehenden Spiegelteleskop und Okularen war bereits damals eine bis zu 200fache Vergrößerung zu erreichen (heute theoretisch N = 500). Im September 1965 wurde die Nebenbahnstrecke Tröglitz–Zeitz via Zangenberg für den Personenverkehr eingestellt. Die Beförderung der Beschäftigten des Hydrierwerks erfolgte fortan aus allen Richtungen mit Bussen, wofür in Alt-Tröglitz ein neuer Busbahnhof mit 18 Bahnsteigen entstand.
Inklusive aller Ortsteile lebten im Jahr 1970 in Tröglitz 4099 Menschen. Fast alle Erwerbstätigen waren im Hydrierwerk Zeitz beschäftigt. Für viele Tröglitzer gehörte bis 1990 ein vom Werk vermittelter Ferienplatz, die Betreuung ihrer Kinder im betriebseigenen Kindergarten, in der Kinderkrippe, im Betriebsferienlager, die zum Werk gehörende große Poliklinik mit unterschiedlichen Behandlungs- und Therapieeinrichtungen, die Betriebssportgemeinschaften, die Nutzung verschiedener Dienstleistungen bis hin zur Klärung von Wohnungsproblemen durch das Werk zum alltäglichen Leben.

## Gegenwart

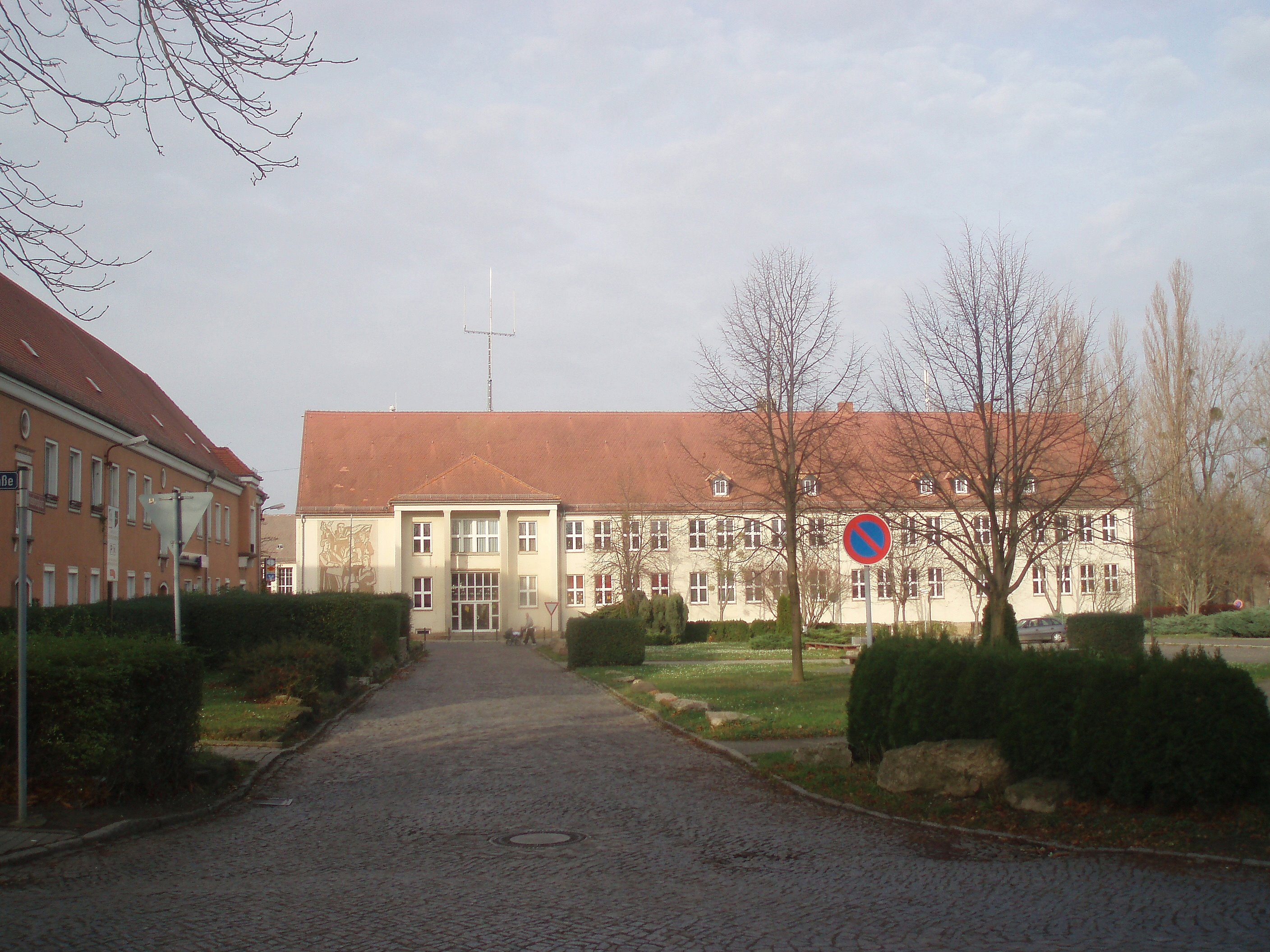
Grundschule Tröglitz (2006)

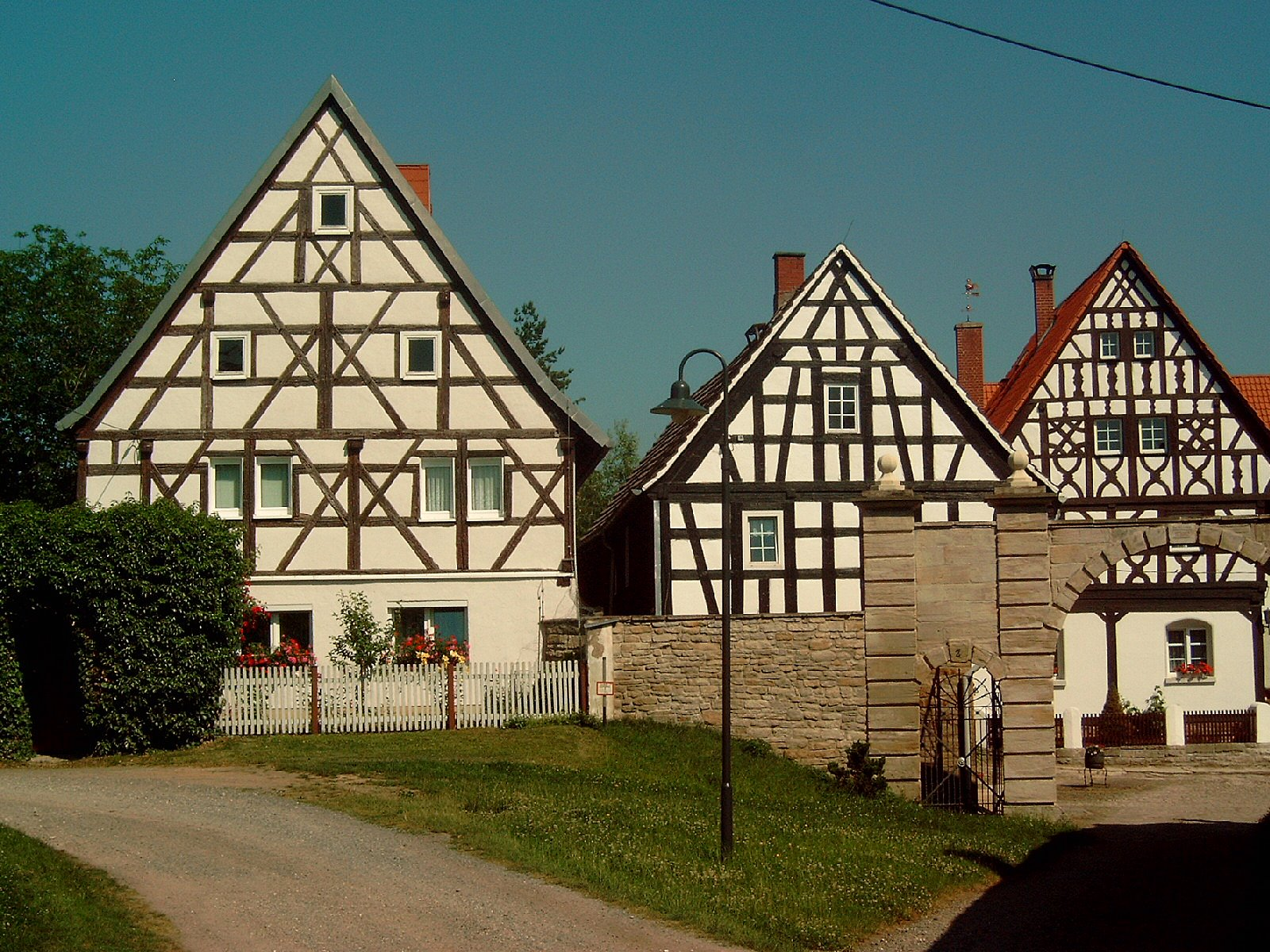
Fachwerkhäuser im Ortsteil Kadischen (2006)

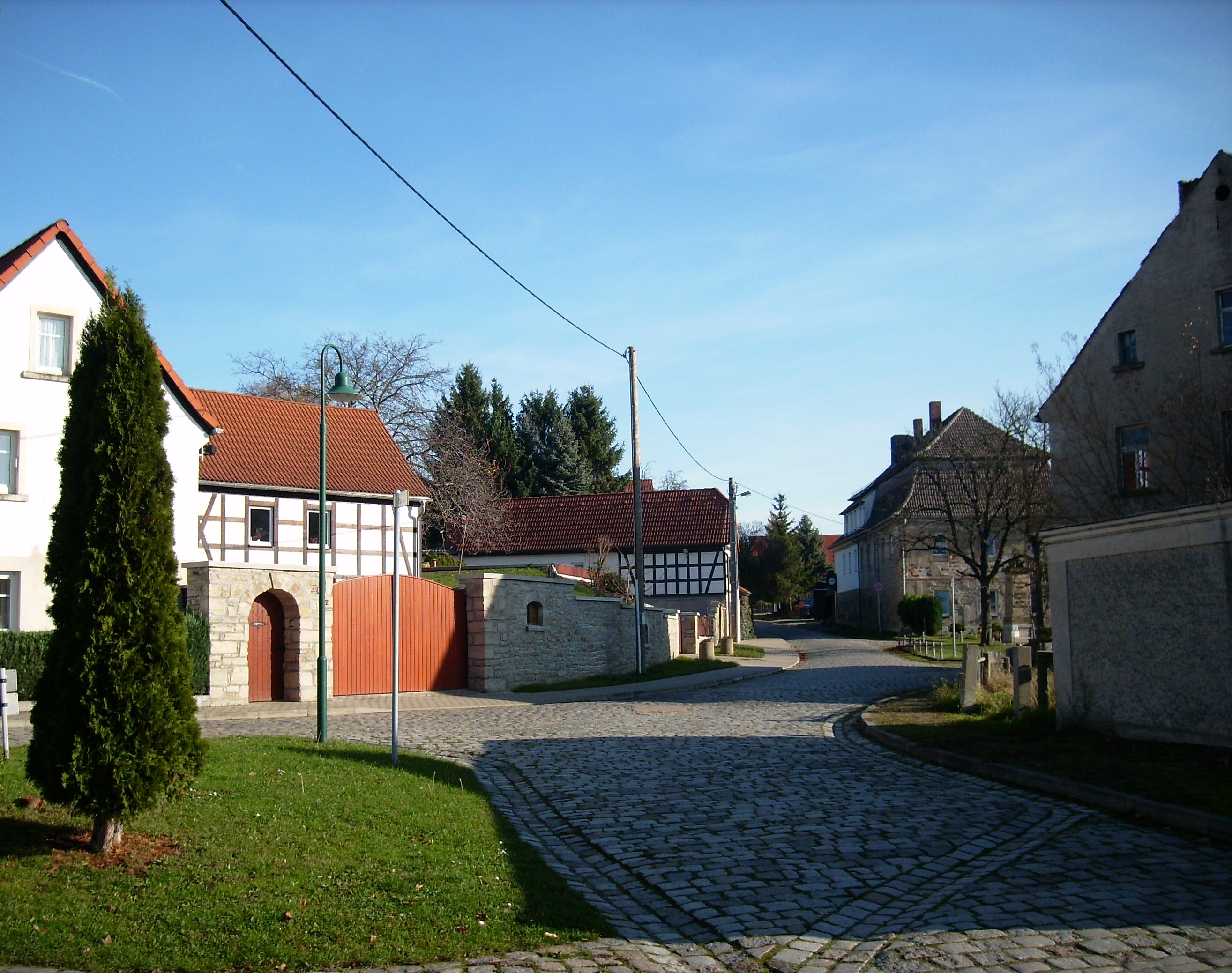
Straße im Ortsteil Gleina (2008)

Nach dem Zusammenbruch der DDR und der Stilllegung des Hydrierwerks verließen in den 1990er-Jahren vor allem viele junge Menschen den Ort. Innerhalb von zwei Jahrzehnten halbierte sich die Einwohnerzahl. Ein Hauptgrund für den Rückgang ist die hohe Mortalitätsrate, die in Tröglitz fast dreimal so hoch ist wie die Anzahl der Neugeborenen. Negativ auf die Entwicklung wirkten sich die Stilllegung des Bahnhofs Tröglitz auf der Bahnstrecke Zeitz–Altenburg im Jahr 2002 sowie die Schließung der Sekundarschule im Jahr 2004 aus. Auch vor dem Hintergrund der sinkenden Einwohnerzahlen schloss sich die Gemeinde Tröglitz mit ihren Ortsteilen zum 1. Juni 2003 mit der neu gegründeten Gemeinde Elsteraue zusammen.
Als größter Ort der Gemeinde Elsteraue verfügt Tröglitz neben der Grundschule unter anderem über eine Kindertagesstätte, Sportplatz, Apotheke, Arztpraxis, Einkaufsmärkte, Geldinstitute, Friseure, Gaststätten und ein Hotel. Zudem betätigen sich in Tröglitz mehrere Vereine.

### Brandanschlag
Im Frühjahr 2015 erlangte der Ort weltweit Bekanntheit. In der Nacht zum 4. April 2015 setzten unbekannte Täter eine geplante Flüchtlingsunterkunft in Brand. Das Feuer zerstörte den kompletten Dachstuhl. Personen wurden nicht verletzt. Da die Tat zunächst als politisch motiviert eingestuft wurde, übernahm der Staatsschutz die Ermittlungen. Vermutet wurde ein ausländerfeindlicher rechtsextremer Hintergrund. Die Suche ging jedoch in alle politische Richtungen, auch ein möglicher Versicherungsbetrug wurde in Betracht gezogen. Mehr als ein Jahr nach der Tat stellte die Staatsanwaltschaft Halle das Verfahren ein. Der oder die Täter wurden bisher nicht gefunden, so dass der Fall unaufgeklärt bleibt.
Tröglitz wehrt sich seitdem vehement gegen undifferenzierte Darstellungen, ein Brennpunkt rechtsextremer Aktivitäten in Sachsen-Anhalt zu sein. Bereits am Tag nach dem Brand demonstrierten rund 350 Tröglitzer Bürger gegen Fremdenfeindlichkeit. Mitglieder der Bürgerschaft betonten: „Wir sind kein Nazi-Dorf“ – vielmehr sei es eine Minderheit gewesen, die vor dem Brand „Stimmung gegen Asylanten gemacht habe“. In überfüllten Tröglitzer Kirchen fanden nach den Ereignissen Friedensgebete statt; Tröglitzer Familien nahmen freiwillig Flüchtlinge bei sich auf. Auch der ortsansässige Fußballverein, der TSV Tröglitz, hielt dagegen und half, dass wieder Normalität in die Ortschaft einziehen konnte. Die Vereinsmitglieder integrierten Flüchtlinge in die Mannschaft, boten kostenlose Trainingseinheiten, bezahlten die ersten Fußballschuhe sowie Mitgliedsbeiträge und spendeten Trikots, Kleidung, Möbel etc.

### Politik
Zusammen mit neun weiteren Gemeinden bildete Tröglitz am 1. Juli 2003 die neue Gemeinde Elsteraue. Jede der zehn ehemaligen selbständigen Gemeinden hat einen Ortschaftsrat. Dieser setzt sich in Tröglitz seit den Kommunalwahlen in Sachsen-Anhalt 2024 mit acht Sitzen wie folgt zusammen:
- CDU: 5 Sitze
- AfD: 2 Sitze
- Die Linke: 1 Sitz[45]

Der Ortschaftsrat wird wie der Gemeinderat alle fünf Jahre bei den Kommunalwahlen gewählt. Die politische Vertretung der Bürger obliegt jedoch dem Gemeinderat Elsteraue. Genauso wie der Gemeinderat ist der Ortschaftsrat kein Parlament, sondern ein Verwaltungsorgan. Zu den Aufgaben des Ortschaftsrates Tröglitz zählen die Teilnahme an Wettbewerben zur Ortsverschönerung, die Pflege bestimmter Grünanlagen, die Bepflanzung bestimmter Blumenschalen und Rabatten sowie die Gestaltung von Ruhezonen, die Aufstellung von Ortstafeln, die Gestaltung des Büros des Ortschaftsrats, die Förderung und Durchführung von Veranstaltungen der Heimatpflege sowie des örtlichen Brauchtums und der kulturellen Tradition, die Förderung der örtlichen Vereine und die Entwicklung des kulturellen Lebens, die Pflege vorhandener Partnerschaften, die Glückwünscheübermittlung und Glückwunschbesuche anlässlich besonderer Ehrentage wie Geburtstage, Jahrhochzeiten etc., die Regelungen zur Nutzung der in der Ortschaft gelegenen öffentlichen Einrichtungen.
Tröglitz verfügt über ein eigenes Wappen, das aus der Zeit stammt, als die Ortschaft noch eine selbstständige Gemeinde war. Es wurde von dem Kommunalheraldiker Jörg Mantzsch gestaltet (Blasonierung: „In Grün ein sich aufrichtendes silbernes Pferd; im silbernen Schildhaupt sieben grüne Rauten.“). Als heutiges Ortswappen handelt es sich nicht (mehr) um ein amtliches Wappen, wird aber von verschiedenen Gruppen und Institutionen verwendet. Die Farben des Ortes sind Weiß-Grün.

### Wirtschaft
In Tröglitz sind weit über 100 kleine und mittlere Unternehmen sesshaft. Auf Teilen des ehemaligen Hydrierwerks entstand ab Ende der 1990er-Jahre der Chemie- und Industriepark Zeitz. Nach Angaben des Betreibers haben sich allein auf diesem Gelände etwa zehn Industrie- und 40 Dienstleistungsbetriebe angesiedelt, die mit Stand 2025 zusammen rund 1000 Arbeitskräfte beschäftigen.